# Michal Mertiňák
Michal Mertiňák (* 10. října 1979, Považská Bystrica) je bývalý slovenský profesionální tenista.
 Ve své kariéře vyhrál 13 turnajů ATP World Tour ve čtyřhře.

## Finálové účasti na turnajích ATP World Tour (15)

### Čtyřhra - výhry (11)
| Legenda                                                       |
| ATP International Series Gold / ATP World Tour 500 Series (3) |
| ATP International Series / ATP World Tour 250 Series (8)      |

| Č.  | Datum             | Turnaj              | Povrch  | Partner           | Soupeři ve finále                 | Výsledek        |
| 1.  | 8. leden 2006     | Čennaí, Indie       | tvrdý   | Petr Pála         | Prakáš Amritrádž Rohan Bopanna    | 6-2, 7-5        |
| 2.  | 5. únor 2006      | Záhřeb, Chorvatsko  | koberec | Jaroslav Levinský | Davide Sanguinetti Andreas Seppi  | 7-67, 6-1       |
| 3.  | 29. červenec 2007 | Umag, Chorvatsko    | antuka  | Lukáš Dlouhý      | Jaroslav Levinský David Škoch     | 6-1, 6-1        |
| 4.  | 16. září 2007     | Bukurešť, Rumunsko  | antuka  | Oliver Marach     | Martín García Sebastián Prieto    | 7-62, 7-610     |
| 5.  | 2. březen 2008    | Acapulco, Mexiko    | antuka  | Oliver Marach     | Luis Horna Agustín Calleri        | 6-2, 6-73, 10-7 |
| 6.  | 20. červenec 2008 | Umag, Chorvatsko    | antuka  | Petr Pála         | Carlos Berlocq Fabio Fognini      | 2-6, 6-3, 10-5  |
| 7.  | 28. únor 2009     | Acapulco, Mexiko    | antuka  | František Čermák  | Łukasz Kubot Oliver Marach        | 4-6, 6-4, 10-7  |
| 8.  | 19. červenec 2009 | Stuttgart, Německo  | antuka  | František Čermák  | Victor Hănescu Horia Tecău        | 7-5, 6-4        |
| 9.  | 2. srpen 2009     | Umag, Chorvatsko    | antuka  | František Čermák  | Johan Brunström Jean-Julien Rojer | 6-4, 6-4        |
| 10. | 26. září 2009     | Bukurešť, Rumunsko  | antuka  | František Čermák  | Johan Brunström Jean-Julien Rojer | 6-2, 6-4        |
| 21. | 8. listopad 2009  | Valencie, Španělsko | tvrdý   | František Čermák  | Marcel Granollers Tommy Robredo   | 6-4, 6-3        |

### Čtyřhra - prohry (4)
| Legenda                                                       |
| ATP International Series Gold / ATP World Tour 500 Series (0) |
| ATP International Series / ATP World Tour 250 Series (4)      |

| Č. | Datum             | Turnaj              | Povrch | Partner          | Vítězové                        | Výsledek       |
| 1. | 31. červenec 2005 | Umag, Chorvatsko    | antuka | David Škoch      | Jiří Novák Petr Pála            | 6-3, 6-3       |
| 2. | 8. únor 2009      | Viña del Mar, Chile | antuka | František Čermák | Pablo Cuevas Brian Dabul        | 6-3, 6-3       |
| 3. | 25. říjen, 2009   | Moskva, Rusko       | tvrdý  | František Čermák | Pablo Cuevas Marcel Granollers  | 4-6, 7-5, 10-8 |
| 4. | 8. leden 2010     | Dauhá, Katar        | tvrdý  | František Čermák | G. García López Albert Montañés | 6-4, 7-5       |

## Davisův pohár
Michal Mertiňák se zúčastnil 14 zápasů v Davisově poháru  za tým Slovenska s bilancí 6-5 ve dvouhře a 7-5 ve čtyřhře.

## Postavení na žebříčku ATP na konci sezóny

### Dvouhra
| Rok    | 1998  | 1999    | 2000   | 2001   | 2002   | 2003   | 2004   | 2005   | 2006   | 2007   | 2008   | 2009 |
| Pořadí | 1105. | ▼ 1198. | ▲ 499. | ▲ 332. | ▼ 446. | ▲ 184. | ▼ 191. | ▲ 165. | ▼ 178. | ▼ 288. | ▼ 945. | ▼ -. |

### Čtyřhra
| Rok    | 1998  | 1999   | 2000   | 2001   | 2002   | 2003   | 2004   | 2005  | 2006  | 2007  | 2008  | 2009  |
| Pořadí | 1388. | ▲ 885. | ▲ 473. | ▲ 318. | ▼ 326. | ▲ 175. | ▲ 172. | ▲ 62. | ▲ 45. | ▼ 53. | ▲ 38. | ▲ 14. |